# Els Boon

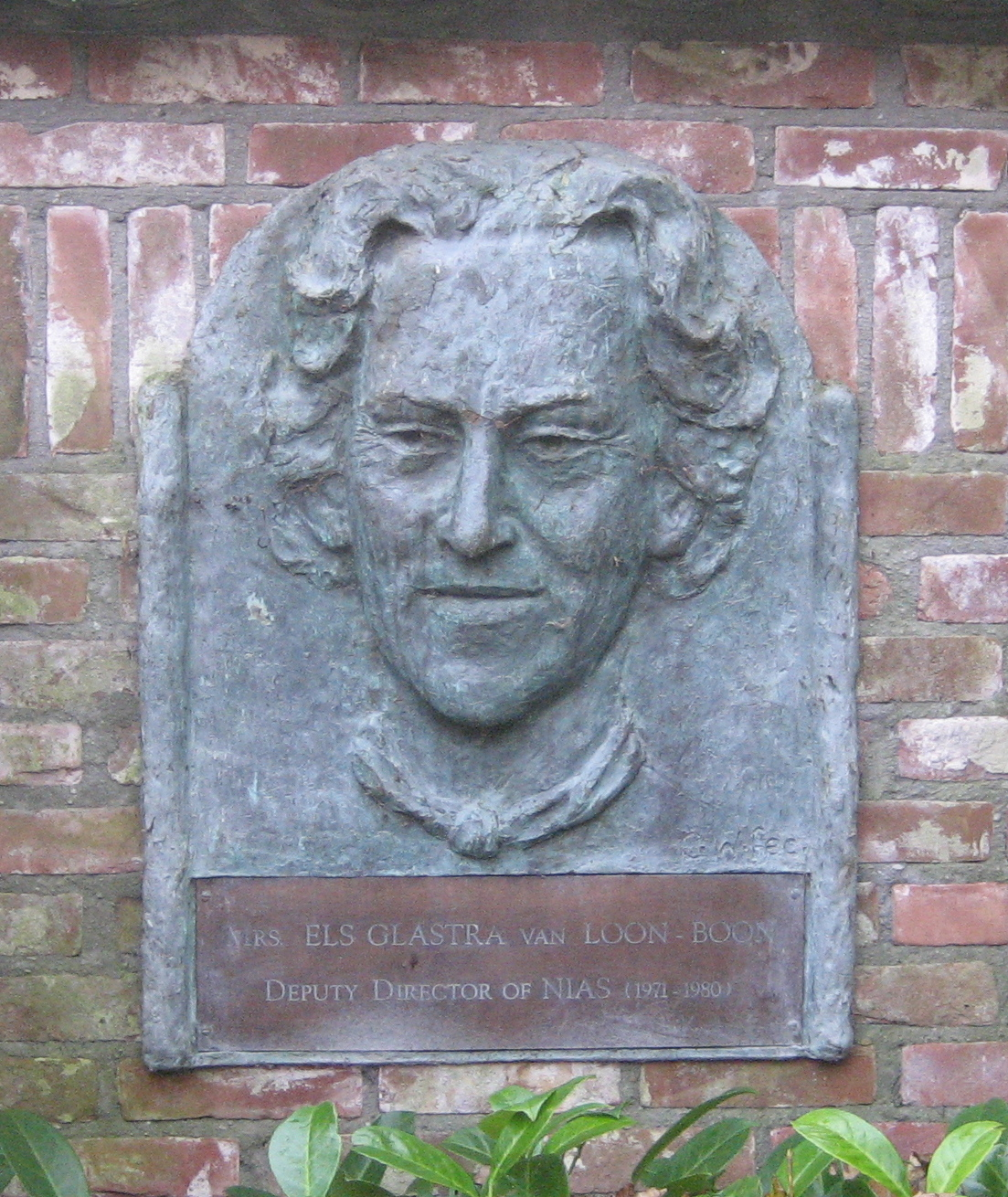
Plaquette von Els Boon beim ehemaligen Gebäude von NIAS in Wassenaar

Johanna Elisabeth „Els“ Boon (* 14. September 1916 in Leeuwarden; † 31. Juli 2004 in Bloemendaal) war eine niederländische Widerstandskämpferin im Zweiten Weltkrieg und spätere Vizedirektorin des internationalen Forschungsinstituts Netherlands Institute of Advanced Studies (NIAS) in Wassenaar.

## Leben
Els Boon war die Tochter des Anwalts und Politikers Gerard Adolf Boon (1882–1962) und von Bertha „Bep“ Boon-van der Starp (1884–1959). Sie wuchs mit ihrem älteren Bruder Dick (* 1914) in einer reformierten Familie in Leeuwarden auf. Ihre Eltern waren in der Liberale Unie (ab 1921 Liberale Staatspartij (LSP)) aktiv. 1922 zog sie mit ihrer Familie nach Scheveningen, als ihr Vater Parlamentsabgeordneter wurde. Sie besuchte das Lyzeum in Den Haag und zog anschließend 1937 nach Leiden, um an der Universität Leiden Jura zu studieren. Ihr Vater war in den Vorkriegsjahren ein entschiedener Gegner des Nationalsozialismus und der Judenverfolgung, und ihre Mutter engagierte sich bei der Fluchthilfe für Juden aus Österreich. Im Mai 1940 flohen sie mit ihrem Sohn nach England. Els Boon blieb in Leiden und nahm im November 1940 an der Protestrede des Dekans der Juristischen Fakultät Rudolph Cleveringa gegen die Zwangsentlassung jüdischer Kollegen durch die deutschen Besatzungsbehörden teil. Nach seiner daraus folgenden Verhaftung traten die Studierenden in den Streik und die Universität Leiden wurde im selben Monat zwangsweise geschlossen.
Els Boon schloss sich einem studentischen Widerstandsnetzwerk an mit dem Jurastudenten Jan Glastra van Loon (1920–2001) als nationalem Ansprechpartner, dem unter anderem die Brüder Albert und Victor „Vic“ Johannes Maria Swane (1920–1944), Jan Nauta und Belinde M. Thöne-Siemens angehörten, und sie hatte Kontakt zu Gerrit Kastein. Ab 1942 halfen die Gruppenmitglieder untergetauchten jüdischen Menschen aus den besetzten Niederlanden in sichere Länder zu gelangen, die meisten von ihnen tauchten 1943 selbst unter. Els Boon hielt sich meist in Brüssel auf, einem Knotenpunkt der Fluchtroute, und arbeitete mit der „Fiat-Libertas“-Gruppe zusammen, die abgeschossenen alliierten Piloten bei der Flucht nach Spanien oder in die Schweiz half. Sie brachte sie nach Brüssel, wo der belgische Widerstand ihnen weiterhalf. Als Kurierin transportierte sie gefälschte Reisedokumente und reiste viel zwischen den Niederlanden und Belgien hin und her. Die Gruppe, zu der Els Boon gehörte, wurde 1944 von Christiaan „Chris“ Lindemans verraten. Er war im Widerstand in Brüssel aktiv, lief jedoch zur deutschen Besatzung über. Die Brüder Swane wurden im März 1944 verhaftet, und Vic Swane wurde im Oktober 1944 im KZ Buchenwald ermordet. Im Februar oder März 1944 wurde Els Boon in einem Brüsseler Café, in das Lindemans sie gelockt hatte, vom Sicherheitsdienst (SD) verhaftet. Sie wurde vier Wochen lang in Brüssel und dann im Scheveninger Gefängnis Oranjehotel eingesperrt und verhört. Beim Transport mit dem Nachtzug ins KZ Herzogenbusch konnte sie durch ein Toilettenfenster fliehen und tauchte in Leersum in der Provinz Utrecht unter. Später versteckte sie sich bis zur Befreiung im April 1945 in Stedum, einem Dorf in der Provinz Groningen.

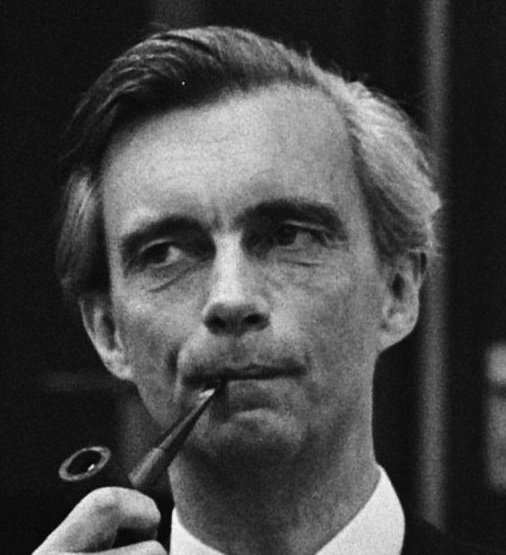
Jan Glastra van Loon, 1975

Els Boon kehrte nach Leiden zurück und setzte ihr Jurastudium fort. Von 1945 bis 1946 war sie Vorsitzende der Vereniging van Vrouwelijke Studenten te Leiden VVSL (Vereinigung der Studentinnen in Leiden) und spielte gemeinsam mit Jan Glastra van Loon in dem 1946 erschienenen Film Zes jaren über den studentischen Widerstand mit, der im Auftrag des „World Student Service Fund“ entstanden war. Am 16. September 1947 heiratete sie in Leiden Jan Glastra van Loon, der später Professor und Politiker wurde. Aufgrund des Wohnungsmangels „besetzten“ sie nach der Hochzeit das in den Dünen gelegene einfache Sommerhaus „De heremiet“ in Noordwijk aan Zee, in dem sie bis zum Abriss durch die Gemeinde 1948 wohnten. Els Boon schloss ihr Jurastudium ab und arbeitete im Anschluss als wissenschaftliche Mitarbeiterin an der juristischen Fakultät Leiden und in Den Haag als Dozentin am Instituut voor Bestuurswetenschappen (Institut für Verwaltungswissenschaften; ab 1977: Centraal Instituut voor de Vorming en Opleiding voor de Bestuursdienst, Zentralinstitut für Aus- und Weiterbildung in der öffentlichen Verwaltung). Das Paar bekam zwischen 1952 und 1959 zwei Töchter und zwei Söhne. Von 1958 bis 1959 war Els Boon für die Volkspartij voor Vrijheid en Democratie (VVD) Mitglied des Leidener Stadtrats. Von 1971 bis 1980 war sie Vizedirektorin des Netherlands Institute of Advanced Studies (NIAS), einem 1970 gegründeten internationalen Forschungsinstitut in Wassenaar, das sie ab 1970 mit aufgebaut hatte. Im Jahr 1974 wurde ihre Ehe geschieden.
Von 1960 bis 1988 war sie Vorstandsvorsitzende der 1952 gegründeten Madurodam-Stiftung zum Gedenken an George Maduro und von Madurodam, einem als kommerzielle Einrichtung mit gemeinnützigem Charakter geschaffenen Miniaturenpark im Stadtteil Scheveningen von Den Haag. Sie war außerdem administrativ für die Stichting Studentenhuisvesting in Leiden tätig. 1977 zog sie nach Warmond in der Provinz Zuid-Holland. 1982 hielt sie ihre Widerstandserfahrungen in einem Interview für das Leidener Stadtarchiv (heute Erfgoed Leiden en Omstreek) fest. Im Jahr 2001 ließ sie sich in Bloemendaal in der Provinz Noord-Holland nieder. Im April 2002 wirkte sie in einer Fernsehdokumentation über den fünfzigsten Jahrestag von Madurodam mit. Sie starb 2004 in Bloemendaal. Auf dem Gelände des NIAS in Wassenaar erinnert eine Gedenktafel der Bildhauerin Constance Wibaut an Els Boon.